# Vierge à l'Enfant entre les saints Dominique et Thomas d'Aquin
La Vierge à l'Enfant entre les saints Dominique et Thomas d'Aquin (en italien, Vergine col Bambino tra i santi Domenico e Tommaso d'Aquino ) est une fresque célèbre de Fra Angelico ; se trouvant initialement dans le couvent San Domenico de Fiesole, elle est aujourd'hui conservée au Musée de l'Ermitage de Saint-Pétersbourg. Datant de 1435 (environ), elle mesure 196 × 187 cm.

## Histoire
La fresque utilisée pour décorer le dortoir du couvent a été détachée du mur transférée sur toile et vendue à l'heure des suppressions napoléoniennes, lorsque la plupart des trésors artistiques ont été dispersés. 
Elle parvient au musée de l'Ermitage après son achat par les  peintres florentins A. Mazzonti et K. Conti.

## Iconographie
L'œuvre est une Conversation sacrée entre la Vierge et l'Enfant trônant avec les plus grands saints dominicains : saint Dominique (à gauche avec son lys) et saint Thomas d'Aquin (à droite, avec le livre  des Psaumes et l'étoile d'or).

## Description
La Vierge placée au centre dans une expression architecturale faiblement perspective, avec le gradin de son trône comportant deux fuyantes inversées ; le dosseret du trône est peu haut et plat sans baldaquin peint d'étoiles  dorées sur fond rouge ; une colonne, avec son socle et son chapiteau, est visible en partie à l'extrême droite de la composition. Le fond est bleu et délavé
Les saints fondateurs sont placés en symétrie orientés vers le couple divin, en habit blanc aux plis droits de leur ordre et cape noire à capuche.
Le Jésus au centre sur un genou de sa mère tient la sphère du Monde dans la main gauche et lève l'autre.
Tous les personnages baissent les yeux sauf Jésus regardant le spectateur ; ils portent tous  une auréole circulaire pleine et rayonnée, sans perspective.

## Analyse
Le style est encore médiéval : personnages hiératiques verticaux, auréoles circulaire sans perspective, isocéphalité.

## Notoriété stylistique
Cette fresque, ainsi que celle de la Crucifixion avec saint Dominique, maintenant au musée du Louvre, est importante parce qu'elle montre le développement précoce du style de Fra Angelico. Ce style, qui sera celui des fresques du couvent de San Marco à Florence, sera stimulé et enrichi par la vie spirituelle de la communauté cénobitique.